# Grand Prix de l'Escaut féminin 2025
Pour la course masculine, voir Grand Prix de l'Escaut 2025.
La 5e édition du Grand Prix de l'Escaut féminin a lieu le mercredi 9 avril 2025. La course fait partie du calendrier international féminin UCI 2025 en catégorie 1.1.  

## Présentation

### Parcours
Au départ de Schoten, dans la banlieue anversoise, le parcours long de 130,3 km débute par une partie en ligne, puis se conclut par trois tours d'un circuit local de 17 kilomètres comprenant notamment le secteur en pavés de la Broekstraat (1 700 m) et une arrivée sur la Churchilllaan à Schoten.

### Équipes
| UCI Women's WorldTeams (11)- Lidl-Trek - Canyon//SRAM zondacrypto - Team SD Worx-Protime - Team Visma \| Lease a Bike - Ceratizit Pro Cycling Team - Roland - Team Picnic PostNL - Fenix-Deceuninck - Human Powered Health - Liv AlUla Jayco - AG Insurance-Soudal Team UCI Women's ProTeams (4)- EF Education-Oatly - Cofidis Women Team - VolkerWessels Women's Pro Cycling Team - St Michel-Preference Home-Auber 93 Équipes continentales féminines (8)- Bepink-Imatra-Bongioanni - Team Coop-Repsol - Aromitalia 3T Vaiano - CJ O'Shea Racing - Cynisca Cycling - DD Group Pro Cycling - Lotto Ladies - MAT Atom Deweloper Wrocław |
| |

### Favorites
En l'absence de Lorena Wiebes, l'unique et quadruple vainqueur des premières éditions, les favorites sont la Néerlandaise Charlotte Kool, deuxième des deux dernières éditions, ainsi que les Italiennes Chiara Consonni et Elisa Balsamo.

## Classements

### Classement final
| \| Classement général \| Classement général \| Classement général \| Classement général \| Classement général \| \| Coureur \| Coureur \| Pays \| Équipe \| Temps \| \| ------------------ \| --------------------- \| ------------------ \| ---------------------------------- \| ------------------ \| \| 1re \| Elisa Balsamo \| Italie \| Lidl-Trek \| 3 h 11 min 25 s \| \| 2e \| Charlotte Kool \| Pays-Bas \| Team Picnic PostNL \| + 0 s \| \| 3e \| Chiara Consonni \| Italie \| Canyon//SRAM zondacrypto \| + 0 s \| \| 4e \| Barbara Guarischi \| Italie \| SD Worx-Protime \| + 0 s \| \| 5e \| Kathrin Schweinberger \| Autriche \| Human Powered Health \| + 0 s \| \| 6e \| Silvia Zanardi \| Italie \| Human Powered Health \| + 0 s \| \| 7e \| Georgia Baker \| Australie \| Liv AlUla Jayco \| + 0 s \| \| 8e \| Marith Vanhove \| Belgique \| AG Insurance-Soudal NXTG \| + 0 s \| \| 9e \| Amalie Dideriksen \| Danemark \| Cofidis \| + 0 s \| \| 10e \| Lucie Fityus \| Australie \| St Michel-Preference Home-Auber 93 \| + 0 s \| |                       |           |                                    |                 |
| |                       |           |                                    |                 |
| |                       |           |                                    |                 |
| Classement général |                       |           |                                    |                 |
| Coureur | Coureur               | Pays      | Équipe                             | Temps           |
| 1re | Elisa Balsamo         | Italie    | Lidl-Trek                          | 3 h 11 min 25 s |
| 2e | Charlotte Kool        | Pays-Bas  | Team Picnic PostNL                 | + 0 s           |
| 3e | Chiara Consonni       | Italie    | Canyon//SRAM zondacrypto           | + 0 s           |
| 4e | Barbara Guarischi     | Italie    | SD Worx-Protime                    | + 0 s           |
| 5e | Kathrin Schweinberger | Autriche  | Human Powered Health               | + 0 s           |
| 6e | Silvia Zanardi        | Italie    | Human Powered Health               | + 0 s           |
| 7e | Georgia Baker         | Australie | Liv AlUla Jayco                    | + 0 s           |
| 8e | Marith Vanhove        | Belgique  | AG Insurance-Soudal NXTG           | + 0 s           |
| 9e | Amalie Dideriksen     | Danemark  | Cofidis                            | + 0 s           |
| 10e | Lucie Fityus          | Australie | St Michel-Preference Home-Auber 93 | + 0 s           |

### Points UCI
| Position           | 1er | 2e | 3e | 4e | 5e | 6e | 7e | 8e | 9e | 10e | 11e | 12e | 13e à 15e | 16e à 25e |
| Classement général | 125 | 85 | 70 | 60 | 50 | 40 | 35 | 30 | 25 | 20  | 15  | 10  | 5         | 3         |